# Argyle Pink Jubilee
O Argyle Pink Jubilee é um diamante rosa com 12,76 quilates (2,55 g). É o maior diamante rosa encontrado na Austrália. Foi encontrado pela Rio Tinto na Mina de Diamantes Argyle em 2011.